# Enzo Ferrari

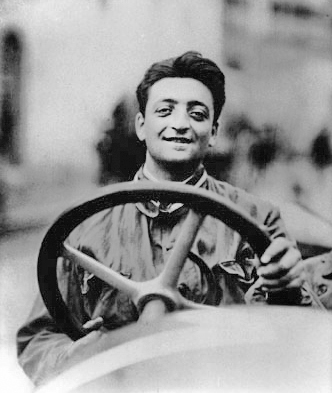
Enzo Ferrari in zijn jonge jaren

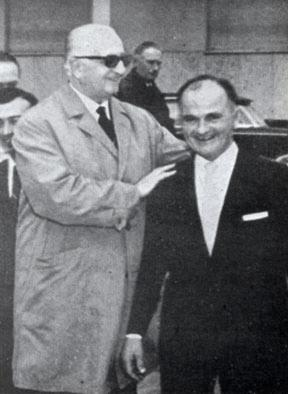
Enzo Ferrari (l.) en Ilario Bandini in 1964.

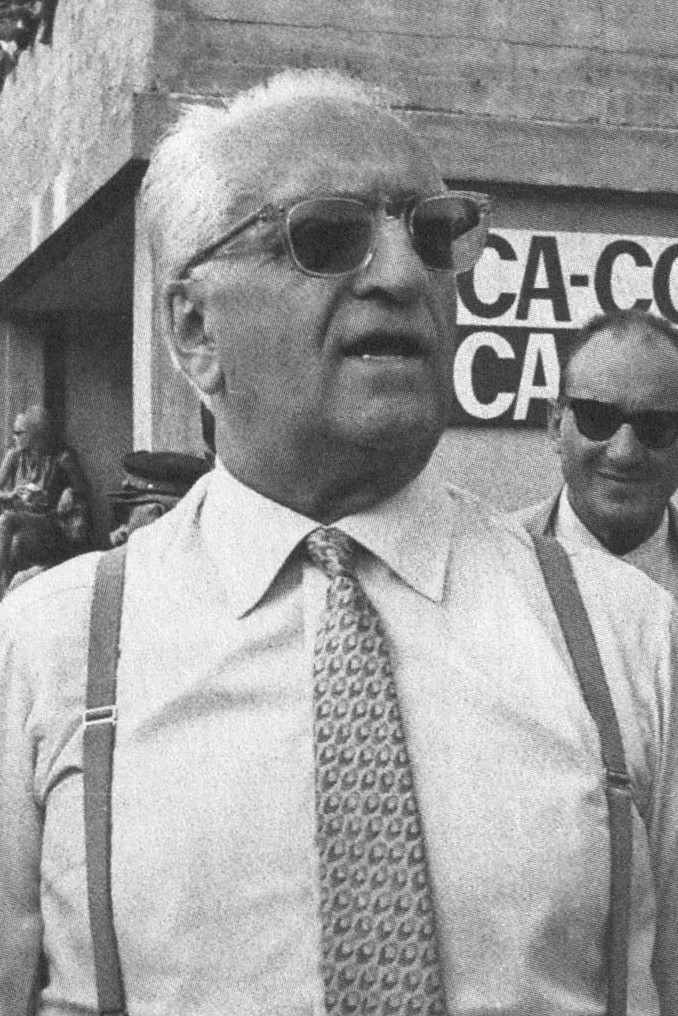
Enzo Ferrari in 1967

Enzo Anselmo Ferrari (Modena, 18 februari 1898 – aldaar, 14 augustus 1988) was een Italiaans autobouwer en -coureur.

## Levensloop
Ferrari begon op 21-jarige leeftijd te racen bij het kleine CMN. In 1920 stapte hij over naar het raceteam van Alfa Romeo. Na een overwinning op het Saviocircuit in 1923, stelden de ouders van graaf Francesco Baracca hem voor om de afbeelding van een paard op zijn wagen te zetten. Hun zoon vloog in de Eerste Wereldoorlog namelijk met een zwart paard op zijn vliegtuig. Ferrari vond het een goed idee, maar het duurde nog tot 1932 voor het logo op een wagen zou verschijnen. De "cavallino rampante", oftewel het steigerende paard, is sindsdien het kenmerk van Ferrari. De gele achtergrond is afkomstig van het wapen van Modena.
Voor zijn prestaties ontving Enzo Ferrari in 1927 van Benito Mussolini de titel Commendatore.
Na zijn vele successen als coureur in vooral lokale races richtte Ferrari in 1929 in Modena de Scuderia Ferrari (renstal Ferrari) op, een team dat als satelliet-renstal van Alfa Romeo fungeerde. Hijzelf besloot als coureur te stoppen in 1932, nadat in januari van dat jaar zijn zoon Alfredo geboren was.
Het team-Ferrari kende successen met auto's als de Alfa Romeo P3, ontworpen door Vittorio Jano. Met Tazio Nuvolari werden successen geboekt. In 1937 werd Scuderia Ferrari opgeheven en Ferrari werd als raceteamleider bij Alfa Corse in dienst genomen. In 1939 verliet hij Alfa Romeo alweer, na meningsverschillen met Alfa-directeur Ugo Gobbato. Hij begon met het ontwikkelen van zijn eigen wagens - aanvankelijk onder de naam Auto-Avio Costruzioni omdat hij vanwege juridische redenen vier jaar moest wachten voor hij de naam Ferrari weer mocht gebruiken. Na de Tweede Wereldoorlog rolde in 1947 de eerste auto onder de merknaam Ferrari uit de inmiddels naar Maranello verhuisde fabriek. Raymond Sommer won dat jaar met de 12-cilinder Ferrari de eerste naoorlogse Grote Prijs van Turijn.
Bij het ontstaan van de Formule 1 in 1950 opende Ferrari meteen de strijd met de Alfa Romeo's, maar het zou nog tot de Britse Grote Prijs in 1951 duren voor de Ferrari's de dominerende Alfa Romeo Alfetta 159 wisten te verslaan. Toen Alfa Romeo in 1952 stopte met racen in de Grand Prix, nam het team van Ferrari de fakkel over. Het zou uitgroeien tot het meest succesvolle team in de geschiedenis van de Formule 1. Met het merk behaalden negen coureurs vijftien wereldtitels; zestienmaal was de Scuderia Ferrari het sterkst bij de constructeurs. Na de tragische dood van Ferrari's zoon Alfredino "Dino" in 1956 besloot Ferrari als postuum eerbetoon voortaan alle door zijn bedrijf gebouwde V6-motoren de naam 'Dino' mee te geven.
Enzo Ferrari bleef de algemene directeur van Ferrari tot 1971, maar bleef ook daarna invloed houden. Ook bleef hij betrokken bij het aannemen van nieuwe coureurs zoals Niki Lauda en Gilles Villeneuve. De Ferrari F40 werd de laatste productiewagen die onder zijn toezicht gefabriceerd werd. In 2002 werd als eerbetoon het nieuwe topmodel van Ferrari naar hem genoemd: de Ferrari Enzo. De passie van Enzo Ferrari heeft altijd bij het racen gelegen en het bouwen van wagens voor de openbare weg was zeker in het begin eerder een noodzaak om het raceteam te financieren.

## Privéleven
In 1923 trad Enzo in het huwelijk met Laura Domenica Garello. Uit dit huwelijk werd in 1932 zijn zoon Alfredino (Dino) geboren die in 1956 aan de ziekte van Duchenne overleed. De Ferrari Dino werd vernoemd naar zijn overleden zoon.

Tijdens zijn huwelijk had Enzo een relatie met Lina Lardi. Hieruit werd in 1945 Piero Ferrari geboren, thans vice-president van Ferrari.

## Film
In 2023 is er een film uitgekomen over Ferrari: Ferrari (2023). Deze film is geregisseerd door Michael Mann en Enzo Ferrari wordt gespeeld door Adam Driver.

## Naslagwerk
- Ferrari, Enzo Mijn Leven. Het verhaal van mijn eenzame succes,  vertaald door Hilda Schraa (2018) ISBN 9789021414676

## Trivia
- Enzo Ferrari was een persoonlijke vriend van Prins Bernhard.[4]
- Het Museo Enzo Ferrari en het Museo Ferrari zijn aan Enzo Ferrari gewijd.